# Cheumatopsyche mollala
Cheumatopsyche mollala là một loài Trichoptera trong họ Hydropsychidae. Chúng phân bố ở miền Tân bắc.